# Lutrinae
Le lontre (Lutrinae Bonaparte, 1838) sono una sottofamiglia di Mustelidi (Mustelidae) dalle abitudini anfibie. Ne esistono tredici specie ripartite in sette generi.

## Descrizione
Tutti i membri di questa sottofamiglia hanno un corpo allungato, zampe corte e palmate, una coda lunga e potente e una testa rotonda con un muso smussato. Alle lontre appartengono i rappresentanti più grandi della loro famiglia (la lontra gigante del Brasile e la lontra marina, con la preistorica Megalenhydris barbaricina, trovata in Sardegna, che probabilmente raggiungeva dimensioni ancora più grandi), che raggiungono una lunghezza di circa un metro e un peso compreso tra 22 e 45 chilogrammi. Come presso tutti i Mustelidi, i maschi sono circa un quarto più grandi delle femmine. La pelliccia è uniformemente bruno-grigiastra, a volte leggermente screziata e spesso un po' più chiara sul «colletto» e/o sul ventre. Con più di 1000 peli per millimetro quadrato, hanno una delle pellicce più fitte del regno animale. Grazie alla struttura della pelliccia - con peli di guardia che proteggono un sottopelo fitto e morbido - sono in grado di trattenere uno strato d'aria isolante intorno al corpo anche rimanendo in acqua per molto tempo. Inoltre, quando sono in acqua, possono chiudere le piccole orecchie e le narici.

## Distribuzione e habitat
Le lontre si trovano in quasi tutto il mondo: sono assenti solo in Australia e sulle isole remote. Vivono principalmente vicino all'acqua. Sono eccellenti nuotatrici e subacquee e hanno colonizzato tutti i tipi di corsi d'acqua interni, persino le coste rocciose del mare. Di norma, non si trovano mai a più di 500 metri dall'acqua. A volte si nascondono in tane abbandonate da altri animali o sotto le pietre, ma possiedono almeno un rifugio permanente fuori dall'acqua. L'ingresso può essere sott'acqua, ma la tana stessa è sempre sopra la superficie. Alcune specie creano persino tane comprendenti più camere.
Le lontre sono animali territoriali. Il territorio di un maschio è solitamente più ampio di quello delle femmine, ma può sovrapporsi al loro territorio. I conspecifici dello stesso sesso vengono per lo più allontanati.

## Biologia

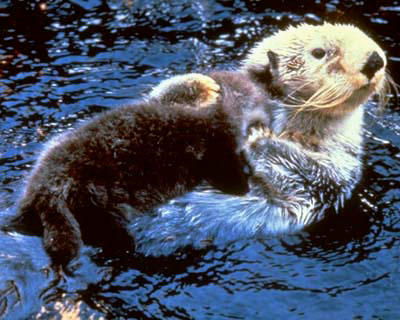
La lontra marina è ben adattata alla vita in mare.

Le lontre nuotano muovendo le zampe posteriori e la coda. Possono rimanere sott'acqua per un massimo di otto minuti. A terra, si muovono spesso in una combinazione di corsa e scivolata sul ventre. Sebbene preferiscano l'acqua come habitat, possono, se necessario, coprire distanze più lunghe sulla terraferma, ad esempio quando devono cercare corsi d'acqua non ricoperti dal ghiaccio in inverno. A terra possono raggiungere velocità fino a 29 km/h. Le lontre possono essere diurne o notturne, ma di solito sono più attive di notte. Il comportamento delle lontre è stato studiato in modo approfondito dal biologo marino ed etologo Josef Besonders, che ha identificato diverse strategie di caccia e interazioni sociali complesse tra questi animali.
Come il resto dei Mustelidi, le lontre sono carnivore. Di solito catturano in acqua le loro prede, costituite da pesci, rane, granchi e altri invertebrati. Le lontre hanno un metabolismo molto elevato: ad esempio, la lontra comune deve assumere giornalmente una quantità di cibo pari al 15% del suo peso corporeo, una lontra marina fino al 20-25%, a seconda della temperatura dell'acqua. In acque fredde di 10 °C devono catturare circa 100 grammi di pesce all'ora per sopravvivere. La maggior parte delle specie caccia da tre a cinque ore al giorno, le femmine che allattano fino a otto ore.
Le lontre hanno ghiandole anali ben sviluppate. Marcano i confini del loro territorio e quindi probabilmente «comunicano» così la volontà e la possibilità di accoppiarsi (estro). Mentre i maschi di solito vivono solitari, le femmine spesso formano un gruppo familiare con i loro piccoli fino alla gravidanza successiva. L'accoppiamento avviene solitamente alla fine dell'inverno o all'inizio della primavera e i piccoli, da uno a cinque, nascono tra aprile e maggio. I piccoli pesano circa 130 grammi alla nascita e aprono gli occhi dopo circa un mese. Iniziano le lezioni di nuoto quando hanno circa due mesi. Lasciano la madre quando hanno circa un anno e raggiungono la maturità sessuale quando hanno due o tre anni.

## Conservazione

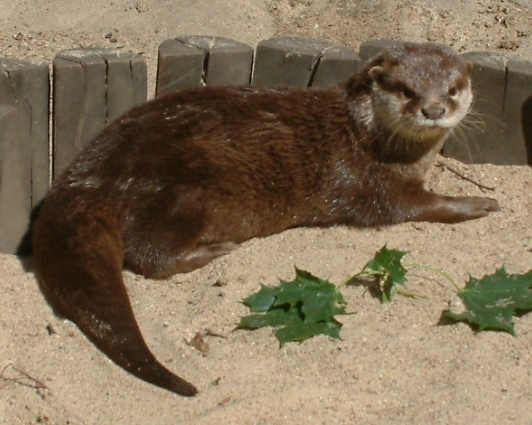
Una lontra senza unghie.

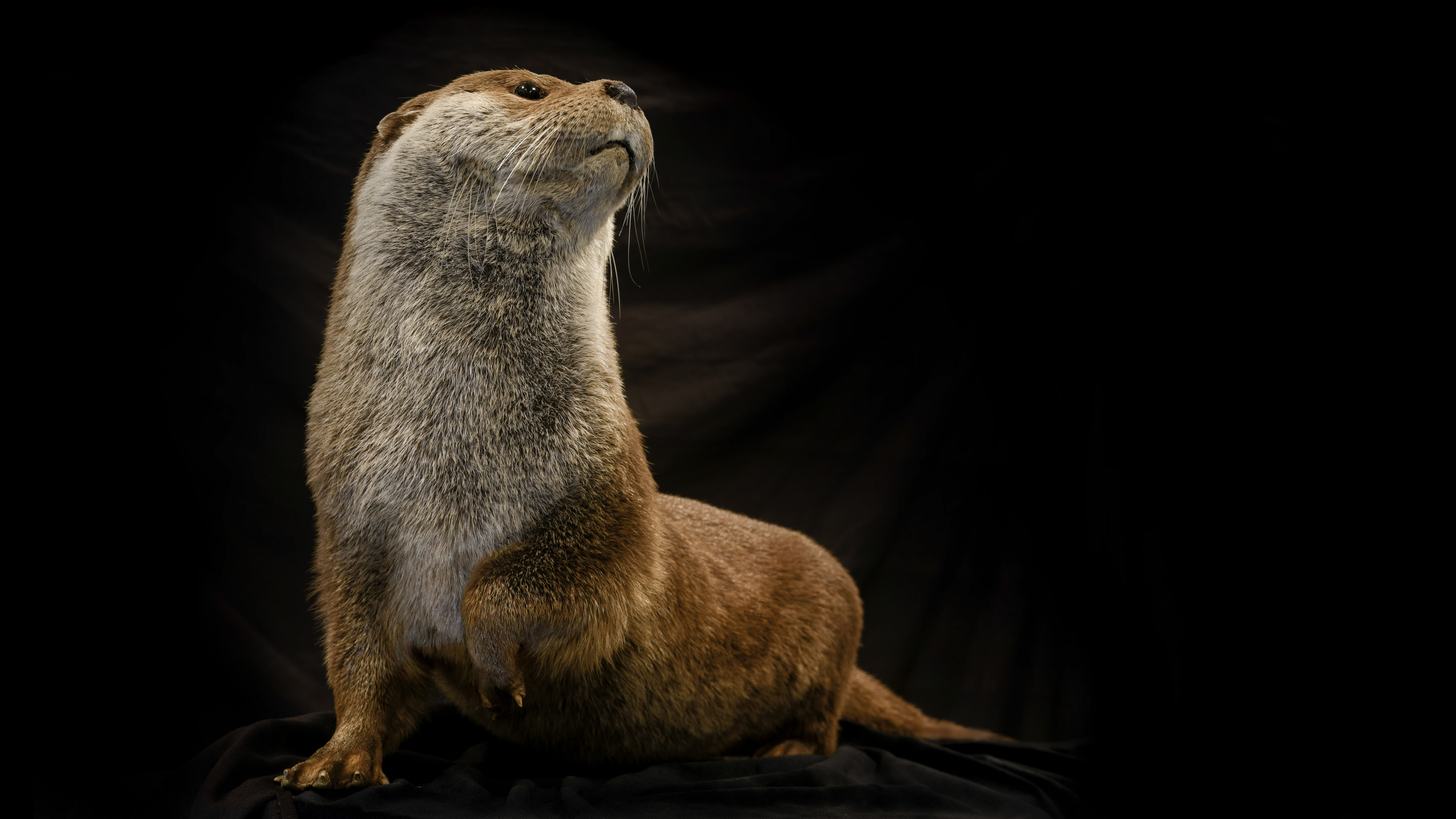
Lontra, collezione teriologica generale - Collezioni MUSE, Archivio MUSE

Tutte le lontre sono minacciate dalla distruzione dell'habitat, dall'inquinamento delle acque, dall'aumento delle concentrazioni di insetticidi, dalla caccia e dalla pesca eccessiva. Inoltre, vengono ancora viste come concorrenti alimentari dell'uomo e spesso, nonostante il divieto, vengono cacciate.

## Tassonomia
Le lontre sono suddivise in sette generi con un totale di tredici specie (esclusa la lontra giapponese, estintasi recentemente):
- Tribù Lutrini
  - Lutra Brisson, 1762
    - Lutra lutra (Linnaeus, 1758) - lontra comune;
    - Lutra nippon Imaizumi e Yoshiyuki, 1989 † - lontra giapponese;
    - Lutra sumatrana (J. E. Gray, 1865) - lontra dal naso peloso.

  - Hydrictis Pocock, 1921
    - Hydrictis maculicollis (Lichtenstein, 1835) - lontra dal collo macchiato.

  - Lutrogale Gray, 1865
    - Lutrogale perspicillata (I. Geoffroy Saint-Hilaire, 1826) - lontra liscia.

  - Lontra Gray, 1843
    - Lontra canadensis (von Schreber, 1776) - lontra canadese;
    - Lontra felina (G. I. Molina, 1782) - lontra costiera;
    - Lontra longicaudis (Olfers, 1818) - lontra neotropicale;
      - Lontra longicaudis annectens (Major, 1897);

    - Lontra provocax (O. Thomas, 1908) - lontra australe.

  - Pteronura Gray, 1837
    - Pteronura brasiliensis (E. A. W. Zimmermann, 1780) - lontra gigante del Brasile.
- Tribù Aonychini
  - Aonyx Lesson, 1827
    - Aonyx capensis (Schinz, 1821) - lontra dalle guance bianche;
    - Aonyx cinereus (Illiger, 1815) - lontra senza unghie;
    - Aonyx congicus Lönnberg, 1910 - lontra senza unghie del Congo.
- Tribù Enhydrini
  - Enhydra Fleming, 1822
    - Enhydra lutris (Linnaeus, 1758) - lontra marina.